# Schizomyia scheppigi
Schizomyia scheppigi är en tvåvingeart som beskrevs av Rubsaamen 1910. Schizomyia scheppigi ingår i släktet Schizomyia och familjen gallmyggor. Inga underarter finns listade i Catalogue of Life.